# Puebla de Obando (kommunhuvudort)
Puebla de Obando är en kommunhuvudort i Spanien.   Den ligger i provinsen Provincia de Badajoz och regionen Extremadura, i den västra delen av landet, 290 km sydväst om huvudstaden Madrid. Puebla de Obando ligger 376 meter över havet och antalet invånare är 2 017.
Terrängen runt Puebla de Obando är platt. Runt Puebla de Obando är det ganska tätbefolkat, med 58 invånare per kvadratkilometer. Närmaste större samhälle är Villar del Rey, 19,5 km väster om Puebla de Obando. Omgivningarna runt Puebla de Obando är huvudsakligen savann.